# Эффект Баркгаузена

Зависимость для ферромагнитного материала намагниченности (J) и магнитной индукции (B) от напряжённости магнитного поля (H).
На увеличенном фрагменте показан эффект (скачки) Баркгаузена

Эффе́кт Баркга́узена — скачкообразное изменение намагниченности (J) ферромагнитного вещества при монотонном, непрерывном изменении внешних условий, приводящих к изменению доменной структуры материала.

## Общие сведения
Эффект носит имя немецкого физика Генриха Баркгаузена, открывшего и описавшего его в 1919 году.

Обуславливающее эффект (скачок) Баркгаузена, прохождение неоднородности границей домена при росте напряжённости магнитного поля (H)

Суть эффекта — скачкообразное изменение намагниченности (J) ферромагнитного вещества при монотонном и непрерывном внешнем воздействии, при котором происходит перестройка доменной структуры материала, например, изменении упругих напряжений, температуры или напряжённости магнитного поля (H).

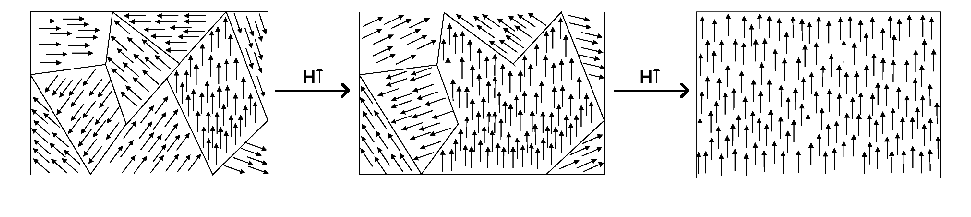
Перестройка доменной структуры материала при внешнем воздействии (рост напряжённости магнитного поля (H)

Явление обусловлено наличием различного рода неоднородностей, таких как, инородные включения, дислокации, остаточные механические напряжения и т. д. Неоднородности препятствуют перестройке магнитной структуры, так как граница домена, смещаясь с изменением внешних условий, например, с увеличением напряжённости магнитного поля (H), встречает такую неоднородность и временно приостанавливает своё движение, несмотря на продолжение роста значения H. При достижении некоторого увеличенного значения H, доменная стенка рывком преодолевает препятствие, продвигаясь уже без увеличения поля. Из-за подобных препятствий кривая намагничивания ферромагнетика и имеет ступенчатый характер.

## Практическое применение

Общая схема чувствительного элемента установки магнитного метода неразрушающего контроля ферромагнитных материалов (зелёный — намагничиваемая скоба, красный — индуктивный датчик, серый — контролируемый материал)

Эффект Баркгаузена является одним из прямых доказательств доме́нной структуры ферромагнетиков, а его использование позволяет исследовать их процессы намагничивания и определять объёмы отдельных доменов и статистическое распределение объёмов. Для большинства ферромагнетиков объём домена порядка 10-6—10-9 см3.

### Неразрушающий контроль ферромагнитных деталей
На использовании эффекта Баркгаузена основана работа установок магнитного метода неразрушающего контроля. Общая схема их чувствительного элемента показана на рисунке. Такое устройство позволяет уверенно выявлять неоднородности (частицы шлака, микротрещины и т. п.) уже содержащиеся в контролируемом материале, либо возникающие в процессе воздействия внешней среды (механическое нагружение, изменение температуры и т. п.). В первом случае, чувствительный элемент необходимо равномерно перемещать по исследуемому объекту, во втором, стационарно закрепить в контролируемой области.

### Измерение коэрцитивной силы ферромагнетиков
При медленном перемагничивании ферромагнитного образца от отрицательного насыщения до положительного, поле, соответствующее половине подсчитанных счетчиком скачков Баркгаузена соответствует коэрцитивной силе с точностью до ±0,01 Э.

### Измерение магнитных полей и токов
При воздействии слабых магнитных полей (намагничивание до 0,1 индукции насыщения) перемагничивание происходит по частным гистерезисным циклам. При этом число скачков при нарастании поля имеет характер, подобный зависимости индукции от намагничивающего поля и для  некоторых ферромагнетиков практически линейна. На основе этого можно строить чувствительные магнитометры с порогом чувствительности 10-5 Э.
Соответственно, этот метод пригоден для измерения токов, если перемагничивать ферромагнитный сердечник полем, порождаемым измеряемым током.